# Parco di Ueno
Il parco di Ueno (上野公園?, Ueno-kōen) è uno spazioso parco pubblico situato nella zona di Ueno nel quartiere speciale di Taitō a Tokyo, Giappone. Il parco venne fondato nel 1873, con terre precedentemente appartenenti al tempio buddista di Kan'ei-ji, in seguito al processo di assimilazione delle pratiche occidentali del Rinnovamento Meiji. Sede di diversi dei principali musei, il parco di Ueno è anche noto per la celebrazione della fioritura dei ciliegi in primavera (hanami). Il parco e le sue attrazioni attirano oltre dieci milioni di visitatori all'anno, rendendolo uno dei parchi cittadini più popolari del Giappone.

## Storia
Il parco di Ueno occupa le terre appartenute al complesso di templi di Kan'ei-ji, fondato nel 1625 a nord est del castello di Edo come protezione spirituale contro gli spiriti maligni, secondo la tradizione del feng shui. La maggior parte degli edifici del tempio furono distrutti nella battaglia di Ueno (1868) della guerra Boshin, quando le forze dello shogunato Tokugawa furono sconfitte dalla fazione che sosteneva la restaurazione del potere imperiale. Nel dicembre di quell'anno la collina Ueno divenne proprietà della città di Tokyo, eccetto che per gli edifici sopravvissuti tra cui la pagoda a cinque piani del 1639, il Kiyomizu Kannondō (o Shimizudō) del 1631, e il cancello principale, approssimativamente dello stesso periodo (tutti dichiarati proprietà culturali importanti del Giappone dall'Agenzia per gli affari culturali).
Furono avanzate diverse proposte per l'uso del sito come scuola medica o ospedale, ma il dottore olandese Bauduin spinse invece per la trasformazione dell'area in un parco. Nel gennaio 1873 il Dajō-kan emise un comunicato che prevedeva la realizzazione di parchi pubblici, notando che «nelle prefetture, tra cui Tokyo, Osaka e Kyoto, ci sono luoghi di interesse storico, bellezza scenica, di ricreazione e rilassamento che le persone possono visitare per goderne, per esempio Sensō-ji e Kan'ei-ji…» Questo avvenne l'anno successivo alla fondazione del parco nazionale di Yellowstone, il primo parco nazionale del mondo.
Quello stesso anno venne creato il parco di Ueno, insieme ai parchi di Shiba, Asakusa, Asukayama e Fukugawa. Inizialmente fu amministrato dall'ufficio dei musei del ministero degli interni (Naimu-shō), quindi dal ministro dell'agricoltura e commercio, prima di passare al Ministero della casa imperiale (Kunai-shō). Nel 1924, in onore del matrimonio di Hirohito, il parco di Ueno venne donato alla città dall'imperatore Taisho, ricevendo il nome ufficiale Ueno onshi kōen (上野恩賜公園?), letteralmente "parco dono imperiale di Ueno".

## Caratteristiche naturali

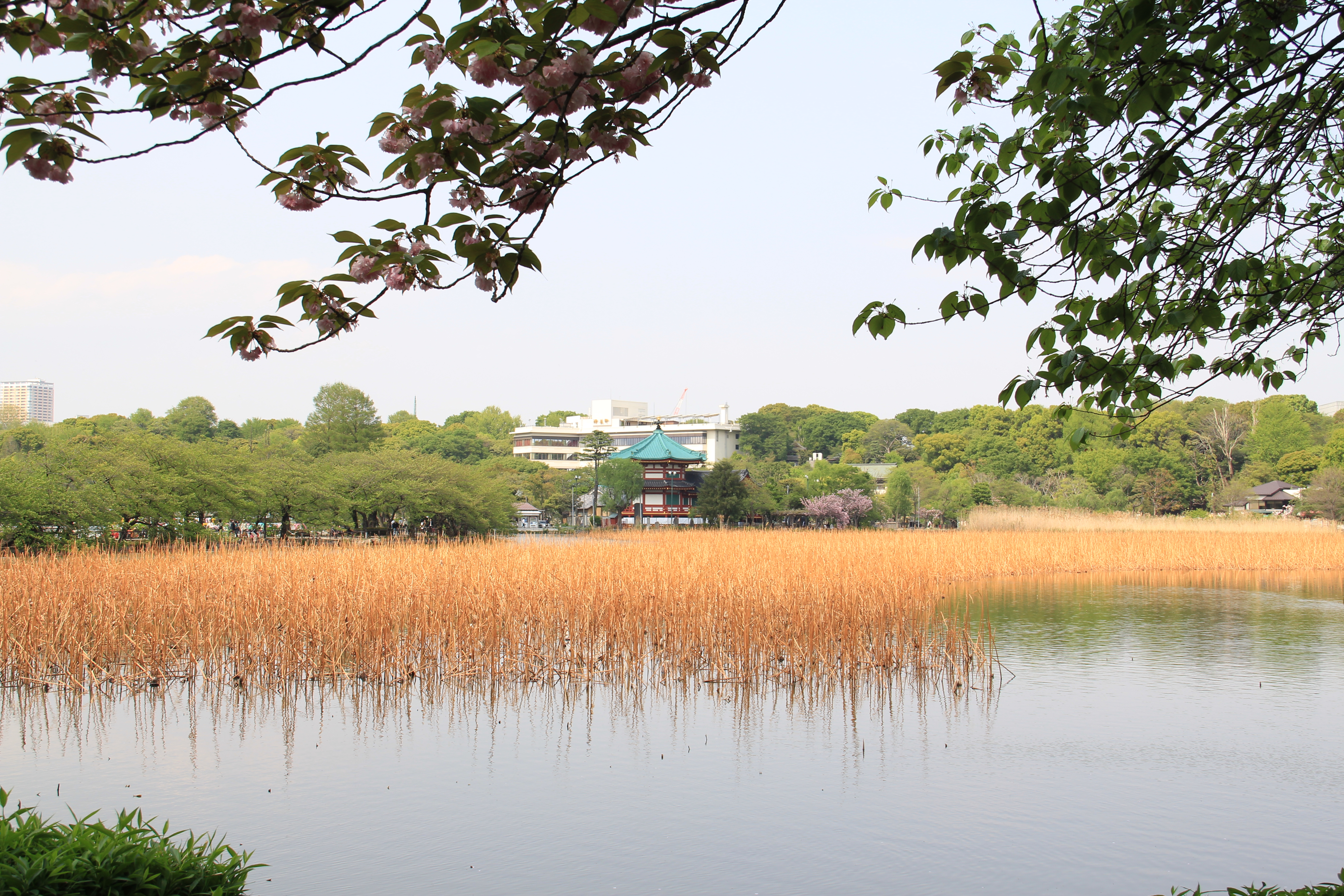
Stagno di Shinobazu

Il parco comprende circa 8000 alberi tra cui ginkgo biloba, canfora, Zelkova giapponese, Prunus campanulata a fiori penduli, Prunus × yedoensis e ciliegio giapponese e 24.800 m² di arbusti. Lo stagno Shinobazu è un piccolo lago con un'area di 16 ettari in gran parte coperto da un letto di fior di loto asiatici. È un'importante zona per trascorrere il periodo invernale per gli uccelli migratori. Le specie comunemente presenti includono moretta, fischione, codone comune, moriglione, tuffetto comune, airone bianco maggiore e cormorano comune. È stata anche registrata la presenza di moriglione di Baer, moretta dal collare e fischione americano.
L'isola centrale ospita un santuario dedicato a Benzaiten, dea della fortuna, modellato su quello dell'isola Chikubu sul lago Biwa. L'area in precedenza piena di "casa da te d'incontro", equivalenti ai moderni love hotel. Al termine della seconda guerra mondiale lo stagno fu prosciugato e usato per la coltivazione di cereali e in seguito ci furono piani per la sua trasformazione in uno stadio da baseball o in un parcheggio multipiano. Lo stagno di loti venne restaurato nel 1949. Fu poi accidentalmente prosciugato durante la realizzazione di una nuova linea della metropolitana di Tokyo.
In tutto ci sono circa 8000 ciliegi nel parco, includendo quelli appartenenti al santuario Tōshō-gū agli edifici dei templi e altri edifici del vicinato il totale raggiunge circa i dodicimila. Matsuo Bashō scrisse "nuvole di fiori di ciliegio - è la campana del tempio da Ueno o Asakusa".

## Istituzioni culturali

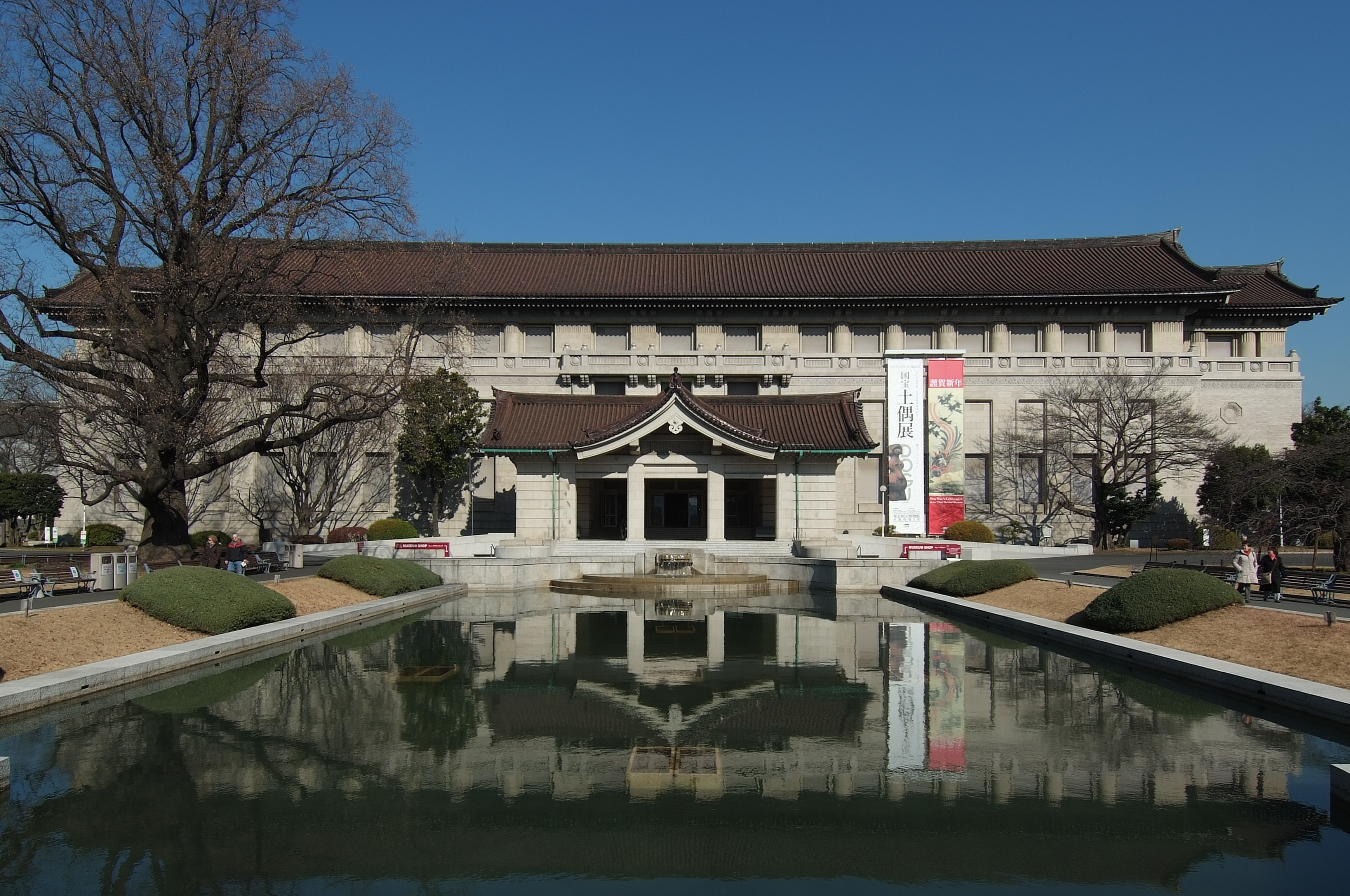
Museo nazionale di Tokyo

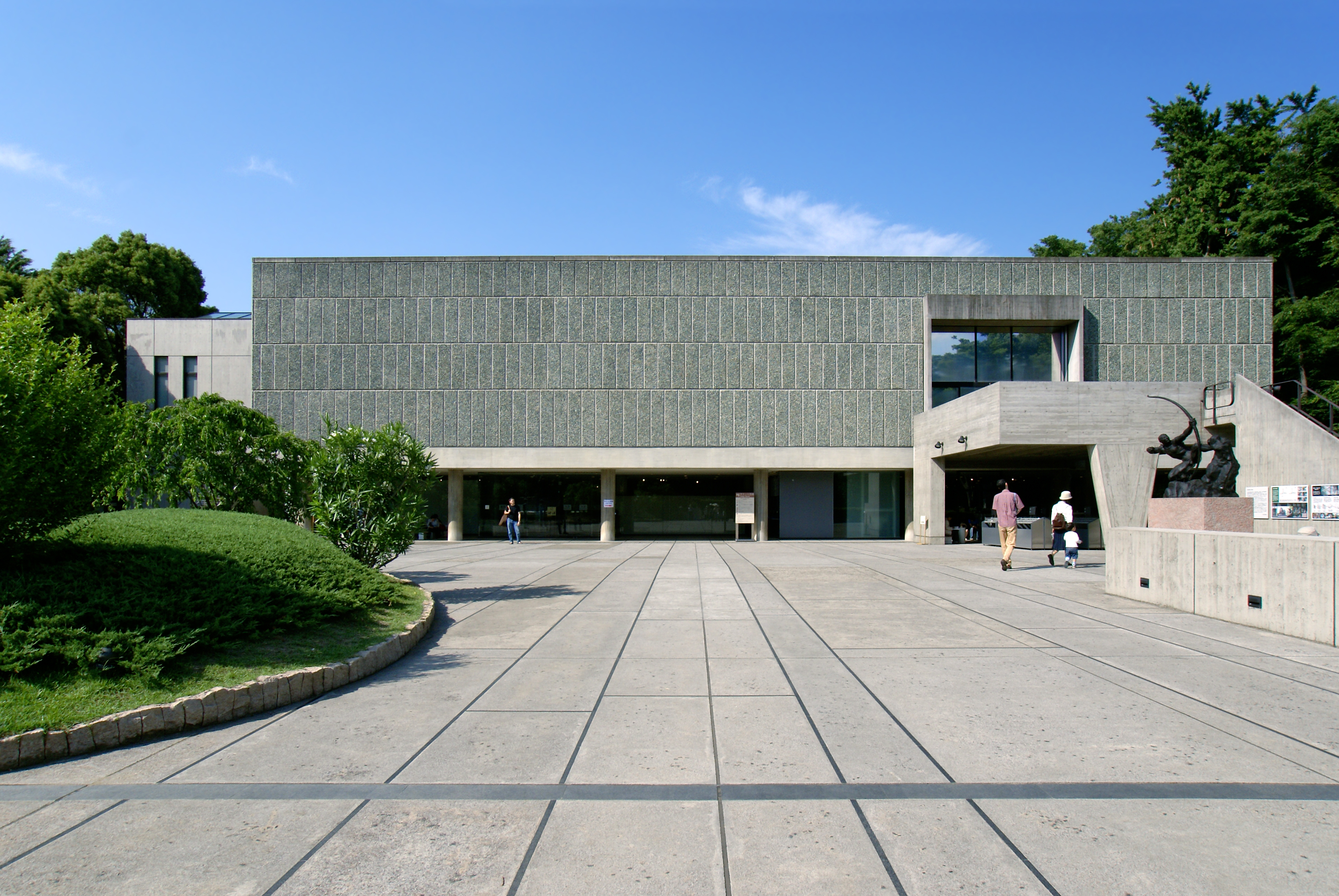
Museo nazionale d'arte occidentale

Il parco è sede di diversi musei. Le stesse parole giapponesi per "museo" e "arte" sono neologismi coniati nel periodo Meiji (dal 1868) per catturare il concetto occidentale dopo il ritorno della missione Iwakura e di altre prime spedizioni in Nord America ed Europa. Il Museo nazionale di Tokyo fu fondato nel 1872 dopo la prima esibizione del dipartimento museale del nuovo ministero dell'educazione. Nello stesso anno fu aperto il Museo nazionale della natura e della scienza.
Il Museo nazionale d'arte occidentale fu fondato nel 1959 basato sulla collezione di Matsukata Kojiro, restituita dal governo francese dopo il Trattato di San Francisco. L'edificio è stato progettato da Le Corbusier che l'usò per esprimere il suo concetto di Museo dalla crescita illimitata, basandosi su una spirale in espansione. È stato proposto per l'iscrizione nella lista dei patrimoni dell'umanità dell'UNESCO.
Altri musei includono il Museo d'arte metropolitano di Tokyo, che risale al 1926 e il Museo Shitamachi del 1980, dedicato alla cultura tradizionale di Shitamachi la zona a sud est del palazzo imperiale e lungo il fiume Sumida, in cui vivevano le persone comuni. Il parco è stato scelto anche come sede per l'Accademia del Giappone (1879), l'Università delle arti di Tokyo (1889) e la Scuola di musica di Tokyo (1890). La prima sala da ballo in stile occidentale della nazione, la Sala da concerti Sogakudo del 1890 (dichiarata Bene culturale importante del Giappone) fu donata al quartiere nel 1983 e fu ricostruita in un altro sito nel parco, dove viene usata per i concerti. La Tokyo Bunka Kaikan aprì nel 1961 come sede per l'opera e il balletto, per celebrare il cinquecentesimo anniversario della fondazione della città di Edo. La Libreria Imperiale fu stabilita nel 1872 e aperta nel parco di Ueno nel 1906; Nel maggio 2000 fu aperta la Libreria internazionale di letteratura dell'infanzia, una branca distaccata della Biblioteca della Dieta nazionale.

## Altri punti di interesse

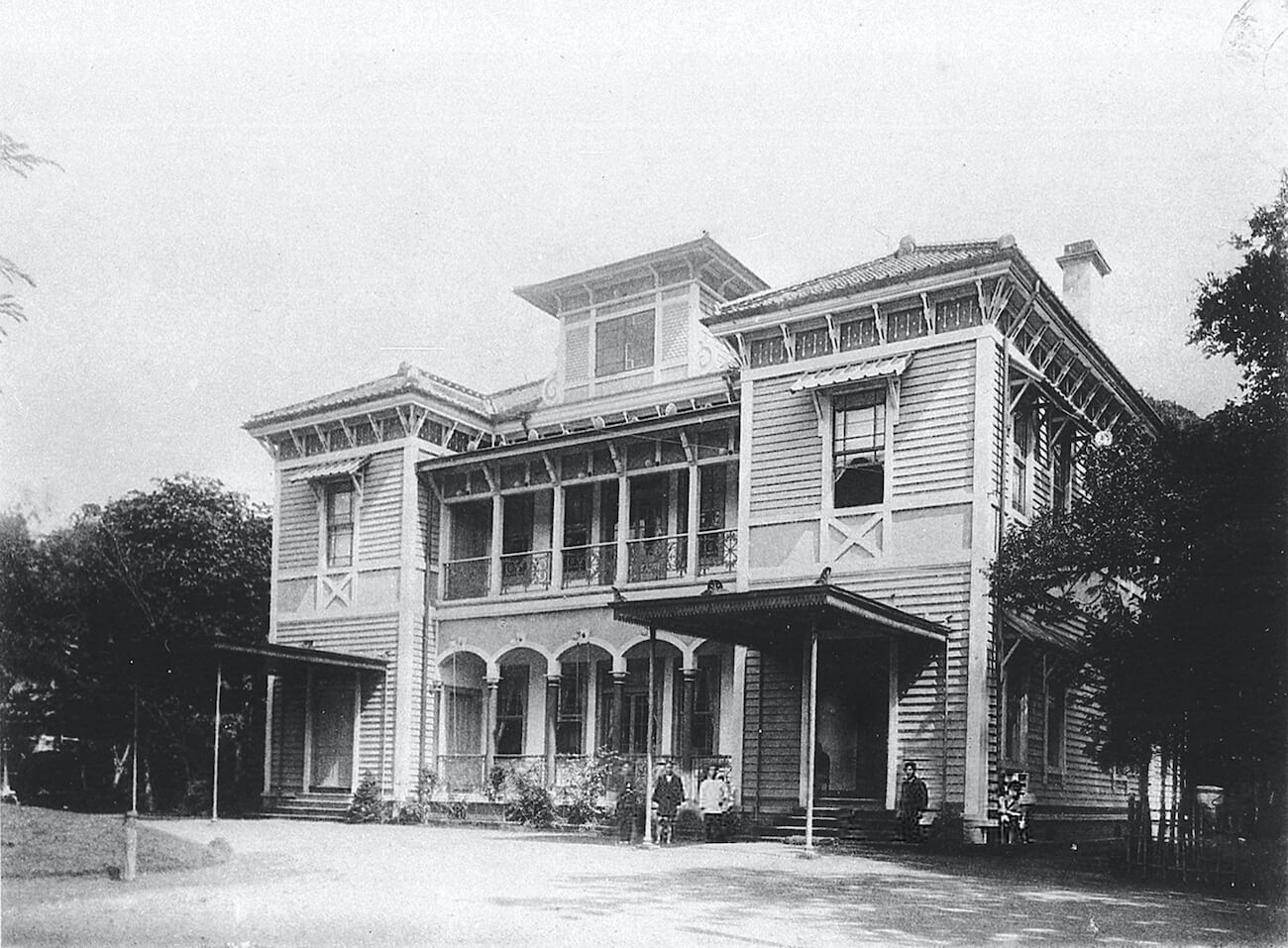
Seiyōken fondato nel 1872, fu uno dei primi ristoranti di stile occidentale in Giappone, il primo caffè seguì nel 1888

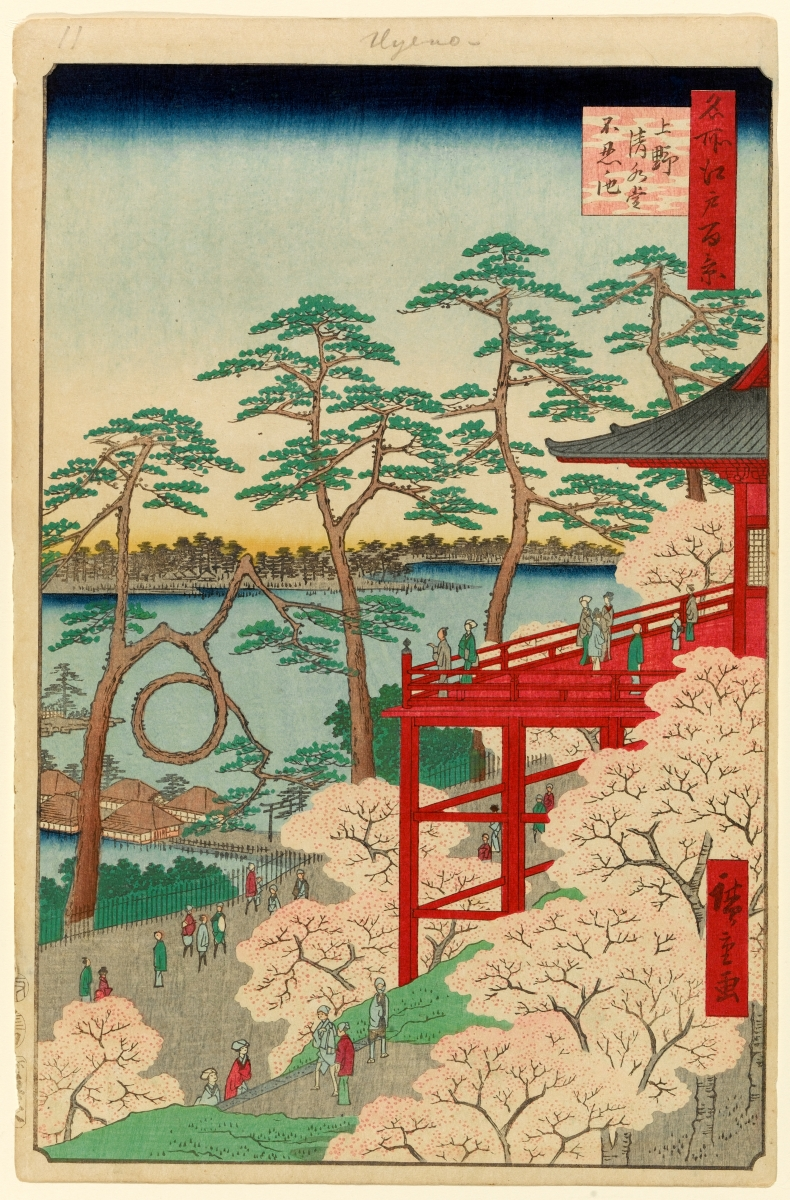
Hiroshige

Gojōten Jinja è dedicata allo studioso Sugawara no Michizane, mentre il vicino santuario dedicato a Inari contiene statue di volpe dipinte di rosso in una grotta suggestiva. Su una piccola collina vicino al centro del parco c'è un tumulo risalente al periodo Yayoi. Per un decennio fino al 1894 vicino allo stagno di Shinobazu c'è stato un ippodromo. Al giorno d'oggi c'è un campo da baseball dedicato al poeta Masaoka Shiki, appassionato dello sport. Oltre al primo museo d'arte del Giappone il parco contiene anche il primo zoo, il primo tram, è stata la prima sede della celebrazione della festa del lavoro (nel 1920) ed è stata la sede di diverse esposizioni industriali. La vicina stazione di Ueno aprì nel 1883. Dopo il grande terremoto del Kantō del 1923 gli avvisi di ricerca delle persone scomparse vennero attaccate alla statua di Saigō Takamori. Il parco compare spesso nella narrativa giapponese.

### Senzacasa
Nel parco dimorano molti senzatetto. Dietro le linee degli alberi e nelle aree boschive si trovano i campi dei senzatetto, organizzati come piccoli villaggi, con una propria struttura e cultura. I ripari a lungo termine sono in genere realizzati in cartone coperto con tela cerata blu. La polizia occasionalmente distrugge i campi e scaccia o arresta i senzatetto, che però appena possono ritornano. Anche se il vagabondaggio è illegale in Giappone, il problema dei senzatetto è endemico di Tokyo e altre città e la loro presenza è accettata come inevitabile.